# Luis Alvarado Garrido
Luis Alvarado Garrido (Lima,  30 de junio de 1907 - Lima, 6 de febrero de 1986) fue un abogado, diplomático, docente universitario y político peruano. Embajador de larga trayectoria, especializado en Derecho Internacional Privado, fue ministro de Trabajo y Asuntos Indígenas (1959-1960) y ministro de Relaciones Exteriores (1960-1962).

## Biografía

### Formación académica
Nació en Lima, siendo hijo del médico Lorenzo Antonino Alvarado Rivera y de Lastenia Garrido. Uno de sus hermanos, Artidoro Alvarado Garrido, fue ingeniero minero. Cursó sus estudios escolares en el Colegio Guadalupe; luego ingresó a la Universidad Nacional Mayor de San Marcos donde se recibió de abogado y se graduó de doctor en Derecho y Ciencias Políticas y Económicas.
Se especializó en el campo del Derecho Internacional Privado, asignatura que enseñó en la Universidad Nacional Mayor de San Marcos y en la Pontificia Universidad Católica del Perú.

### Carrera diplomática
El 1 de agosto de 1924, ingresó al Servicio Diplomático, como parte del personal del Ministerio de Relaciones Exteriores. Hizo carrera diplomática por cerca de 60 años. Empezó como auxiliar del Archivo de Límites. Ascendió sucesivamente a segundo secretario (1931), primer secretario (1936), consejero (1940) y ministro (1948).
En 1933 fue nombrado secretario de la delegación peruana ante la conferencia de Río de Janeiro, la misma que condujo a la firma del protocolo de amistad y cooperación con Colombia, que puso fin al conflicto de Leticia. De 1936 a 1939 fue secretario de la comisión organizadora del Congreso de Americanistas.
Fue sucesivamente embajador del Perú en la República Dominicana (1948), subdirector general de la Oficina Internacional del Trabajo, OIT (1949-1958) y Embajador del Perú en Bolivia (1959).
De 1963 a 1967 fue representante de la Oficina Internacional del Trabajo en Washington D. C. para las actividades latinoamericanas.
De 1968 a 1977 fue embajador del Perú ante la Organización de los Estados Americanos.

### Ministro de Estado
Durante el segundo gobierno de Manuel Prado Ugarteche fue ministro de Trabajo y Asuntos Indígenas del Perú, cargo que ejerció de 1959 a 1960.
El 15 de octubre de 1960 pasó a ser ministro de Relaciones Exteriores, sucediendo a Raúl Porras Barrenechea. Ejerció el cargo hasta el 18 de julio de 1962 y fue el último canciller del gobierno de Prado antes del golpe de Estado que lo derrocó.
Estando al frente de la cancillería, debió enfrentar los reclamos de los ecuatorianos sobre la revisión del Protocolo de Río de Janeiro de 1942, que dificultaban la libre convocatoria de reuniones panamericanas. Por tal motivo, el 29 de febrero de 1960 Alvarado dirigió un memorándum al secretario norteamericano, Adlai Stevenson, pidiendo a los garantes que conminaran al Ecuador a aceptar el protocolo.

### Últimos años
Fue presidente de la Sociedad Peruana de Derecho Internacional desde el 28 de agosto de 1978 hasta su fallecimiento en 1986. También fue miembro de la comisión de redacción de la Revista Peruana de Derecho Internacional.
Casado con María Teresa Berckemeyer Pazos, fue padre de tres hijos: María Isabel, José Luis y Gustavo. Falleció viudo en su casa, ubicada en el distrito de San Isidro, el 6 de febrero de 1986.

## Publicaciones
- Apuntes de Derecho Internacional (Lima, 1940).[1]

Es también autor de folletos y artículos sobre temas de derecho internacional privado y legislación social y económica.